# Matsumoto Sachi
Matsumoto Sachi (松本 さち Matsumoto Sachi, sinh ngày 29 tháng 3 năm 1973) tại Kyoto. Bà bắt đầu sự nghiệp diễn xuất vào năm 1996 và kết hôn với Kenyu vào ngày 1 tháng 4 năm 2006, sau khi đến Arts Vision.

## Voice roles

### anime truyền hình
1996
- Those Who Hunt Elves (Elf)
- Kiko-chan's Smile (Mamoru, Takako Teacher)

1997
- Cutie Honey (Heaven's Bear)

1998
- Crayon Shin-chan (Baby Boy B)
- Saber Marionette J to X (Mitsuhiko)
- Doraemon (Mii-chan, etc.) (Phase 1 TV Asahi edition)
- Nintama Rantarō (Child A, Boy, Student B)
- Marvelous Melmo (Totoo) (Renewal version)
- Sorcerous Stabber Orphen (Boy B)

1999
- Gokudo (Peach Boy)
- The Big O
- Jibaku-kun (Tama)
- Hoshin Engi (Kōtenshō)
- Socerous Stabber Orphen: Revenge (Woman)

2000
- Taro the Space Alien (Takashi Horimachi)
- Hamtaro (Robert Takagi)
- Inspector Fabre (Bruno and Claude)
- Descendants of Darkness (Schoolgirl A)

2001
- Inuyasha (Brother, Baby Boy)
- Shingu: Secret of the Stellar Wars (Hikaru Inagaki, Yukari Morimura)
- Crush Gear Turbo (Tarō Tako-san, Saburō Furuyama) (Burning Octopus)
- The Family's Defensive Alliance (Haruka Kyōda, Yutaka)
- Taro Nintama (Child fox, Housewife B)
- Thám tử lừng danh Conan (Nhân viên)

2002
- Mobile Suit Gundam SEED (Asagi Caldwell; Mana) (tập 25)
- Denkō Chō Tokkyū Hikarian - Lightning Attack Express (Lightning West)
- Beyblade: V-Force (Chameleon) (tập 9), Jusuf
- Princess Tutu (Pike)

2003
- Astro Boy (2003) (Ken)
- D.C. Da Capo (Rich Lady) (tập 16)
- Rumic Theater (Nurse, Baby Boy, Additional Roles)
- Mermaid Saga (Child)
- Cheeky Angel (Tomo, Schoolgirl)
- Thám tử lừng danh Conan (Fan nữ 1) (2003 episode)

2004
- Galaxy Railways (To~uriru)
- Soreike! Zukkoke Sanningumi (Shotaro "Hakase" Yamanaka)
- Burst Angel (Charlie)
- Fantastic Children (Hasmodye)

2008
- Penguin no Mondai (Naoto Yamada)
- Yozakura Quartet (Yūhi Shinatsuhiko)

2009
- Sōten Kōro (Liú Jì)

2010
- Penguin no Mondai Max (Naoto Yamada)

2011
- Penguin no Mondai DX? (Naoto Yamada)

2012
- Penguin no Mondai POW (Naoto Yamada)

2013
- Yozakura Quartet: Hana no Uta (Yūhi Shinatsuhiko)[2]

### Tokusatsu
2005
- Mahou Sentai Magiranger (Hades Beastman Peewee of Harpy)